# Denis Thatcher
Denis Thatcher (10 de maig de 1915 – 26 de juny de 2003) va ser un empresari britànic, espòs de l'ex-Primera Ministra del Regne Unit, Margaret Hilda Thatcher, amb qui va tenir dos fills. Va nàixer a Lewisham, Londres, fill major del matrimoni neozelandés de Thomas Herbert Jack Thatcher, i la seua esposa Lilian Kathleen. És la persona a la qual més recentment, fora de la família real, se li ha concedit un títol hereditari. Va morir d'un càncer pancreàtic, en un hospital londinenc de Westminster, als 88 anys.